# София МЕНАР Филм Фестивал
Sofia MENAR Film Festival е кинофестивал в София, който запознава българската публика с културата и традициите на ислямския свят.
Програмата на Sofia MENAR Film Festival представя най-доброто от игралното, документалното и късометражното кино на Близкия изток и Северна Африка, като включва и специално подбрани тематични събития, свързани с държавите от този регион, както и с обичаите на етническите групи, които обитават земите им.
Събитието се организира от „Позор“ през януари и тече паралелно в София и други големи български градове.
Сред режисьорите, чиито продукции са представени в рамките на фестивала са имена като Аббас Киаростами, Маджид Маджиди, Мохсен Махмалбаф, Юмит Юнал, Асгар Фархади, Панахбархода Резаи, Хани Абу-Асад, Бахман Гобади, Реза Мир-Карими, Еран Риклис, Дервиш Заим, Хюсейн Карабей, Сюзън Юсеф, Насер Хемир, Надир Мокнеш…
Sofia MENAR Film Festival продължава традицията на фестивала „Цветята на Корана“, чиито четири издания от 2009 до 2012 година представиха на българските зрители повече от 120 филма, които носят духа на Изтока.
Абревиатурата MENAR идва от наименованието, с което страните от този регион се определят като едно цяло – Middle East and North Africa Region.
Менáр /منار, произнася се и манáр/ на арабски означава фар, светлинна кула, пътеводна светлина. Производна е на думата нур /نور /, която на арабски означава светлина. В български език е влязла от османотурски под формата на думата минаре, или кула, която осветява пътя.